# Instapaper
Instapaper ist ein Online-Dienst, der Artikel speichert, um diese später im Webbrowser, auf Geräten mit iOS und Android (Betriebssystem), sowie Amazon Kindles zu lesen. Nach Erstellen eines kostenlosen Kontos speichert der Dienst die Webseiten, die man per Bookmarklet auswählt, und präsentiert die darin enthaltenen Artikel in einem minimalen, fürs Lesen optimierten Layout. Der Dienst wurde 2008 von Marco Arment gegründet und hatte 2011 ca. 2 Millionen Benutzer.
2013 verkaufte Arment einen Großteil von Instapaper an Betaworks.
Am 23. August 2016 gab das Unternehmen die Übernahme durch Pinterest bekannt.

## Geschichte
Instapapers Bookmarking-Website, das „Read Later“-Bookmarklet, und die Artikel-Lesen-Ansicht wurden Ende 2007 gestartet und gingen am 28. Januar 2008 online. Seine Einfachheit wurde schnell von der Presse, inklusive Daring Fireball und TechCrunch, gelobt.
Instapaper ist profitabel und hat kein Venture-Kapital erhalten. Während die meisten Funktionen kostenlos verfügbar sind, generiert die iOS app, ein 1 $/Monat-Abo für erweiterte Funktionen – z. B. Volltext-Suche – und Werbung auf instapaper.com die Einnahmen.
Instapapers kostenlose iPhone-App mit Offline-Lesemöglichkeit war eine der ersten Apps im App Store am 12. Juli 2008. Die kostenpflichtige Instapaper app, später in Instapaper Pro umbenannt, erschien wenig später am 26. August 2008 und brachte „tilt scrolling“, welches den Text automatisch verschiebt, wenn man das iPhone leicht nach unten oder oben kippt.
Im Mai 2018 wurde die Webseite für Nutzer aus der Europäischen Union gesperrt und war über zwei Monate lang nicht mehr benutzbar. Anfang August 2018 verkündete der Dienst, nun wieder für EU-Nutzer verfügbar zu sein.

## Funktionen

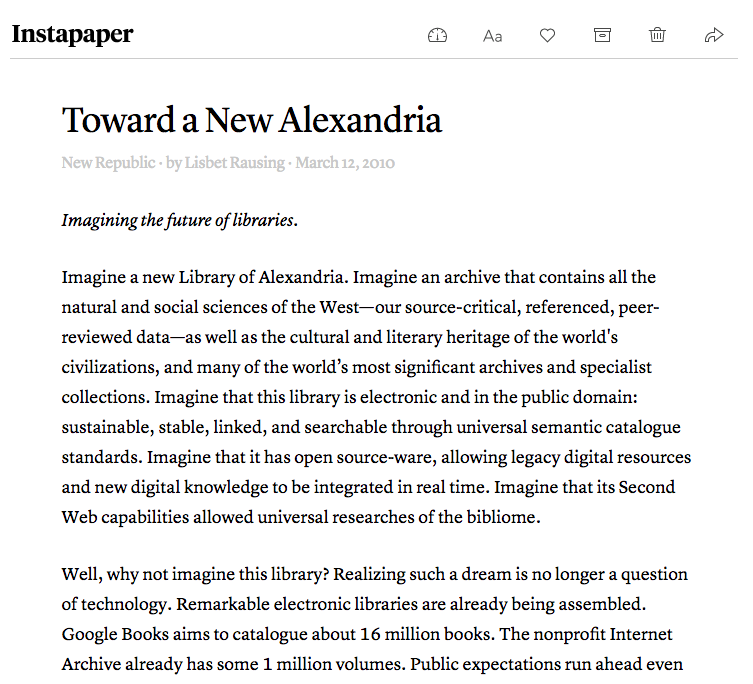
Instapaper, Bildschirmfoto

Eine Funktion „automatisch an Kindle senden“ wurde am 8. März 2009 hinzugefügt. Das Kindle-Feature wurde Ende 2011 von mehr als 60.000 Lesern benutzt.
Die Instapaper-iPad-App startete zum US-Verkaufsstart des iPad am 3. April 2010 und wurde sehr positiv aufgenommen.
Am 10. März 2011 wurde die Version 3.0 der App veröffentlicht, die Social-Sharing- und Browsing-Features hinzufügte. Im Verlauf von 2011 wurde die Version 4.0 veröffentlicht, die Volltextsuche für die Benutzer brachte, die das $1/Monat-Abo abgeschlossen hatten.

### Give Me Something To Read
Am 1. Juni 2008 startete Instapaper mit „Give Me Something To Read“ („Gib mir etwas zu lesen“) eine Webseite, die täglich lange, qualitativ hochwertige Artikel zeigte, die aus den meistgespeicherten Artikeln in Instapaper kamen.
Statt automatisch populäre Artikel zu veröffentlichen, wie es klassische Social-News-Webseiten tun, ist „Give Me Something To Read“ kuratiert. Marco Arment war der Redakteur im ersten Jahr. Am 27. Juli 2009 stellte Arment Richard Dunlop-Walters als Teilzeit-Vertragspartner an, um als Redakteur zu übernehmen. Seit März 2011 ist Dunlop-Walters Instapapers einziger Angestellter neben Arment.
Die für „Give Me Something To Read“ ausgewählten Artikel werden auf der Instapaper-Webseite als „Editor’s Picks“ und in der iOS App im „Editors“-Bereich gelistet.
Am 22. März 2012 wurde „Give Me Something To Read“ in „The Feature“ umbenannt.

## Kritik
Instapaper wurde sehr positiv von diversen Publikationen, wie der New York Times, dem Wall Street Journal, dem PC Magazine, Macworld, und Wired aufgenommen.